# Gruppo di affinità
Un gruppo di affinità è di solito un piccolo gruppo di attivisti (il numero può variare da 3 a 20) che lavorano insieme alla realizzazione di un obiettivo. 
I gruppi di affinità sono organizzati con modalità non-gerarchiche, di solito usano il metodo del consenso come processo decisionale e sono spesso fatti di amici fidati di comune ideologia. Essi forniscono un metodo di organizzazione flessibile e decentralizzata.
Gruppi di affinità possono essere basati su un'ideologia comune (ad esempio, l'anarchismo), una comune preoccupazione per un determinato problema (ad esempio anti-nucleare) o un'attività comune, ruolo o competenza (ad esempio, il Black Block). I gruppi di affinità possono avere adesione sia aperta che chiusa, anche se quest'ultima è molto più comune.
Un esempio di utilizzo dei gruppi di affinità in campo nonviolento è quello applicato dalla Rete di Formazione alla Nonviolenza, per intervenire nella Guerra dei Balcani, durante l'organizzazione delle Marce della pace a Sarajevo nel dicembre 1992 e nell'agosto 1993 . 
Un altro esempio è quello del movimento internazionale Extinction Rebellion, organizzato in base a piccoli gruppi autonomi e auto-organizzati, basati sulla fiducia e il sostegno. Ogni gruppo di affinità costituisce un’entità distinta, con un suo nome e dei ruoli chiave assegnati al proprio interno. I gruppi di affinità, in questo caso, sono le cellule operative delle azioni di Extinction Rebellion e portano avanti "Azioni Dirette NonViolente (ADNV)" in nome del movimento, sulla base del fatto che i suoi membri aderiscono ai principi del movimento stesso.